# Megan Marcks
Pour les articles homonymes, voir Marcks.
Megan Leanne Marcks, née Still le 19 octobre 1972 à Queanbeyan , est une rameuse d'aviron australienne. 

## Carrière
Megan Marcks remporte le titre olympique en deux sans barreur avec Kate Slatter en 1996 à Atlanta.
Aux Championnats du monde d'aviron, elle remporte une médaille d'or en deux sans barreur en 1995 et une médaille de bronze en quatre sans barreur en 1994.